# Loeskeobryum giganteum
Loeskeobryum giganteum là một loài Rêu trong họ Hylocomiaceae. Loài này được (E.B. Bartram) J.R. Rohrer mô tả khoa học đầu tiên năm 1985.